# Lonely People With Power
Lonely People with Power è il sesto album in studio della band metal americana Deafheaven, pubblicato il 28 marzo 2025 da Roadrunner Records. È stato il primo album della band da quando si sono uniti all'etichetta nel 2024.
Dopo la svolta verso lo shoegaze nel precedente album della band, Infinite Granite (2021), Lonely People with Power ha visto i Deafheaven tornare a un sound radicato nel black metal.
Come il suo predecessore Infinite Granite, l'album è stato prodotto da Justin Meldal-Johnsen. È stato registrato agli EastWest Studios di Hollywood, in California. Include contributi vocali aggiuntivi di Jae Matthews dei Boy Harsher e Paul Banks degli Interpol.

## Tracce
1. Incidental I – 0:56
2. Doberman – 6:34
3. Magnolia – 4:14
4. The Garden Route – 5:48
5. Heathen – 5:02
6. Amethyst – 8:14
7. Incidental II (featuring Jae Matthews) – 4:20
8. Revelator – 6:24
9. Body Behavior – 5:23
10. Incidental III (featuring Paul Banks) – 2:08
11. Winona – 7:28
12. The Marvelous Orange Tree – 5:37